# Gottfried Feder
Gottfried Feder, figlio di Hans Feder e di Mathilde Luz (Würzburg, 27 gennaio 1883 – Murnau, 24 settembre 1941), è stato un economista e politico tedesco, uno dei padri ideologici del nazismo.
Gottfried Feder svolse un ruolo decisivo sulla concezione hitleriana dell'economia, divenendo il teorico economico del NSDAP.
Adolf Hitler fece, nel settembre 1919, la sua prima apparizione politica pubblica a una conferenza di Feder.
Feder è stato appropriatamente soprannominato "il William Jennings Bryan dell'Europa centrale".

## Evoluzione politica
Feder a partire dal 1917,  studiò da autodidatta scienze politiche ed economiche.
Durante la prima guerra mondiale, sviluppò una grande ostilità verso i banchieri e elaborò nel 1919 il  Brechung der Zinsknechtschaft, un manifesto contro l'asservimento ai grandi interessi.
Seguì, subito dopo, la fondazione d'un gruppo per la nazionalizzazione di tutte le banche e per l'abolizione degli interessi bancari, il Deutschen Kampfbund zur Brechung der Zinsknechtschaft.
Lo stesso anno partecipò assieme a Anton Drexler, Dietrich Eckart e a Karl Harrer alla fondazione del Partito operaio tedesco, il Deutsche Arbeiterpartei, DAP, che sarebbe diventato Nationalsozialistische Deutsche Arbeiterpartei (NSDAP).